# スズカコバン
スズカコバン（欧字名:Suzuka Koban、1980年3月16日 - 2005年11月21日）は、日本の競走馬、種牡馬。
1985年の宝塚記念（GI）優勝馬である。その他の勝ち鞍に、1983年の神戸新聞杯、1984年・1986年の京都大賞典（GII）。
同世代にミスターシービー、カツラギエース、ニホンピロウイナー、シャダイソフィアらがいる。また、関西馬（栗東所属馬）は弱いとされていた時代に、その大将格としてGI戦線で息の長い活躍をした。

## その生い立ちと時代背景
スズカコバンの生まれた平取町は、今でこそサイレンススズカを送り出すなど馬産地として名を知られているが、スズカコバンが生まれた当時、馬産の中心は静内町、鵡川町、伊達市、門別町といった日高地方の海岸部が中心であり、その当時平取町で馬産を行う農家は少数の部類に属していた。
母サリュウコバンは天皇賞・春優勝馬リキエイカンの全妹であるが、競走成績は未勝利のまま引退。普通ならそのまま廃用になるところを、小岩井農場の基礎輸入牝馬であるフロリースカツプに遡るという優れた血統もあり、繁殖牝馬になる。スズカコバンはその初仔となる。スズカコバンは生まれたころから周囲の期待が大きく「この仔は絶対、マルゼンスキーの代表産駒になりますよ」と言われていた。

### 3歳
スズカコバンは1982年に栗東の小林稔厩舎に入厩し、11月の中京競馬場の新馬戦でデビューするが、結果は11着に終わる。その翌週、新馬戦2戦めで勝ち上がり、400万下条件のさざんか賞に挑戦するが5着に終わる。
3歳時の競走成績は3戦1勝着外1回。

### 4歳
明けて4歳になったスズカコバンは400万下条件戦、矢車賞を連勝し、東京優駿（日本ダービー）に挑戦するが結果は思わしくなく、日本ダービーの前に叩き台として出走したオープン戦では6頭中5着、本番の日本ダービーではのちの三冠馬ミスターシービーの10着と力の違いを一方的に見せ付けられて春シーズンを終了する。
夏の休養期をはさんで、菊花賞を目指し、秋の神戸新聞杯から復帰する。夏の休養期での馬体の本格化が周囲の予想以上に進捗し、単勝7番人気の低評価を覆す1着。自身初の重賞制覇となり、一躍関西馬の有力候補として名乗りを挙げる。
しかし、次走の京都新聞杯でレース中のアクシデントで5着に敗れたばかりか、そのアクシデントの影響で本番の菊花賞を回避することとなった。
4歳時の成績は9戦3勝2着1回3着1回着外1回。

### 5歳
その後、スズカコバンは「GIIは好走、GIは惜敗」を繰り返す、勝ちきれない「シルバーコレクター」になってしまう。次に勝利を挙げたのは、神戸新聞杯から1年後の京都大賞典である。その間の成績は8戦して（0･3･2･3）。掲示板（5着以内）を外したのは天皇賞（春）の7着のみである。理由としてはミスターシービー、カツラギエースに代表される名馬が同世代に存在してなかなか勝てなかったことや、スズカコバン自身がミスターシービーの次に強いと評価されており、たとえミスターシービーらが出走しないレースに出走しても今度はスズカコバンがマークされてしまうといった事情もあった。また、スズカコバンはレースでの位置取りを優位に進める脚を持っていたが、勝負所で出す脚が決定力を欠いており、レースのゴール直前で前に行って差される、差しに行くと差しきれず、といったレースが続いた。
5歳時の成績は9戦1勝2着4回3着2回着外2回。

### 6歳
6歳時、同期の三冠馬ミスターシービーのほかに、シンボリルドルフも古馬戦線に登場し、古馬チャンピオンロードは、この2頭による2強の様相を呈していた。そんな中、1985年の宝塚記念はシンボリルドルフの出走が確実視されたこともあって、勝負をあきらめた厩舎から早々の出走回避が相次いだ。シンボリルドルフは出走登録され出馬表にも発表されたが、レース当日になって、脚部不安を起こし出走取消となった。このためレースは2強不在の9頭立てとなった。
レースオッズはこの年の大阪杯でミスターシービーに勝ったステートジャガーが単勝1.9倍の1番人気。スズカコバンはそれに続く4.4倍の2番人気になる。レースはウインザーノットの単騎逃げで始まり、残りの馬たちはステートジャガー、スズカコバンをマークする展開となる。第4コーナーを回った最後の直線、第3コーナーからまくって行ったステートジャガーがウインザーノットに並びかけ叩き合いに持ち込むところを、後方で脚をためていたスズカコバンが外からまとめてかわし、先頭に立つ。その後サクラガイセンの猛追をクビ差凌ぎ優勝となった。5度目（グレード制導入前の日本ダービーを含めば6度目）の挑戦にして初めてのGI制覇。このレースの勝利騎手インタビューで主戦騎手の村本善之は「この馬で大きな仕事をしたいと思っていたので、とてもうれしい」と語っている。
この勝利は関西馬にとってひさびさのビッグタイトル獲得であった。
6歳時の競走成績は7戦1勝3着3回着外2回。

### 7歳
宝塚記念のあと、以前と同じ歯痒いレースが続く。ふたたび勝利を挙げるのは秋シーズンの京都大賞典。このレース後、天皇賞（秋）に挑戦する。しかしサクラユタカオーの7着に敗れてしまい、ふたたび脚部不安を発症する。8歳になってから調教に復帰するなど、陣営は現役続行に執念を見せたが、結局その後はレースに出走することなく引退した。
7歳時の競走成績は6戦1勝3着2回着外2回。

## 競走成績
以下の内容は、netkeiba.comに基づく。
| 競走日      | 競馬場 | 競走名          | 格      | 距離（馬場）  | 頭 数 | 枠 番 | 馬 番 | オッズ （人気） | 着順 | タイム （上り） | 着差 | 騎手      | 斤量 [kg] | 1着馬（2着馬）         | 馬体重 [kg] |
| ----------- | ------ | --------------- | ------- | ------------- | ----- | ----- | ----- | --------------- | ---- | --------------- | ---- | --------- | --------- | ---------------------- | ----------- |
| 1982.11.27  | 中京   | 3歳新馬         |         | 芝1200m（良） | 13    | 4     | 4     | 005.60（1人）   | 11着 | R1:14.70000000  | -2.3 | 0飯田明弘 | 54        | クインフレンチ         |             |
| 0000.12.05  | 中京   | 3歳新馬         |         | 芝1200m（良） | 13    | 6     | 9     | 007.80（2人）   | 01着 | R1:11.90000000  | -0.4 | 0飯田明弘 | 54        | （ソウゲンヒカリ）     |             |
| 0000.12.26  | 阪神   | さざんか賞      | 400万下 | 芝1600m（重） | 15    | 8     | 14    | 028.00（5人）   | 05着 | R1:40.20000000  | -1.3 | 0飯田明弘 | 54        | ウズマサリュウ         |             |
| 1983.03.13  | 阪神   | さわらび賞      | 400万下 | 芝2000m（不） | 12    | 8     | 11    | 012.40（6人）   | 02着 | R2:08.20000000  | -0.1 | 0飯田明弘 | 55        | バンブトンゲート       |             |
| 0000.04.09  | 阪神   | 4歳400万下      |         | 芝2000m（稍） | 10    | 4     | 4     | 002.80（1人）   | 01着 | R2:05.40000000  | -0.0 | 0飯田明弘 | 55        | （ケイトトウショウ）   |             |
| 0000.04.23  | 京都   | 矢車賞          | 800万下 | 芝2200m（不） | 9     | 4     | 4     | 005.30（2人）   | 01着 | R2:17.80000000  | -0.1 | 0飯田明弘 | 55        | （ペルセポリス）       |             |
| 0000.05.14  | 東京   | 4歳オープン     |         | 芝1800m（良） | 6     | 6     | 6     | 006.30（3人）   | 05着 | R1:50.60000000  | -1.1 | 0飯田明弘 | 56        | キクノエンジェル       |             |
| 0000.05.29  | 東京   | 東京優駿        | 八      | 芝2400m（良） | 21    | 4     | 10    | 025.80（8人）   | 10着 | R2:31.50000000  | -2.0 | 0飯田明弘 | 57        | ミスターシービー       |             |
| 0000.10.02  | 阪神   | 神戸新聞杯      | 重賞    | 芝2000m（良） | 11    | 7     | 9     | 017.50（7人）   | 01着 | R2:01.10000000  | -0.0 | 0田島良保 | 56        | （カツラギエース）     |             |
| 0000.10.23  | 京都   | 京都新聞杯      | 重賞    | 芝2000m（良） | 16    | 7     | 12    | 008.80（3人）   | 05着 | R2:03.50000000  | -1.5 | 0田島良保 | 57        | カツラギエース         |             |
| 0000.11.27  | 京都   | 京阪杯          | 重賞    | 芝2000m（稍） | 14    | 1     | 1     | 005.40（1人）   | 04着 | R2:03.80000000  | -0.6 | 0田島良保 | 54        | エリモローラ           |             |
| 0000.12.025 | 阪神   | 阪神大賞典      | 重賞    | 芝3000m（良） | 14    | 6     | 9     | 003.60（1人）   | 03着 | R3:05.30000000  | -0.4 | 0田島良保 | 54        | シンブラウン           |             |
| 1984.03.10  | 阪神   | 鳴尾記念        | GII     | 芝2500m（良） | 15    | 2     | 3     | 003.50（1人）   | 02着 | R2:35.00000000  | -0.1 | 0田島良保 | 54        | ハシローディー         |             |
| 0000.04.01  | 阪神   | サンケイ大阪杯  | GII     | 芝2000m（良） | 14    | 5     | 7     | 006.80（3人）   | 03着 | R2:01.00000000  | -0.4 | 0田島良保 | 56        | カツラギエース         |             |
| 0000.04.29  | 京都   | 天皇賞（春）    | GI      | 芝3200m（良） | 19    | 1     | 2     | 014.00（4人）   | 07着 | R3:23.40000000  | -1.0 | 0田島良保 | 58        | モンテファスト         |             |
| 0000.06.03  | 阪神   | 宝塚記念        | GI      | 芝2200m（良） | 15    | 5     | 9     | 020.70（5人）   | 02着 | R2:12.60000000  | -0.2 | 0村本善之 | 56        | カツラギエース         |             |
| 0000.06.24  | 中京   | 高松宮杯        | GII     | 芝2000m（重） | 9     | 7     | 7     | 002.20（1人）   | 02着 | R2:04.10000000  | -0.2 | 0村本善之 | 57        | キョウエイレア         |             |
| 0000.09.16  | 阪神   | 朝日チャレンジC | GIII    | 芝2000m（良） | 12    | 7     | 9     | 002.10（1人）   | 04着 | R2:04.10000000  | -0.3 | 0村本善之 | 58        | ニホンピロウイナー     |             |
| 0000.10.07  | 京都   | 京都大賞典      | GII     | 芝2400m（良） | 8     | 3     | 3     | 004.60（2人）   | 01着 | R2:25.80000000  | -0.7 | 0村本善之 | 57        | （ロンググレイス）     |             |
| 0000.10.28  | 東京   | 天皇賞（秋）    | GI      | 芝2000m（良） | 15    | 1     | 1     | 024.80（4人）   | 07着 | R1:59.80000000  | -0.5 | 0村本善之 | 58        | ミスターシービー       |             |
| 0000.12.02  | 阪神   | 阪神大賞典      | GII     | 芝3000m（良） | 10    | 7     | 8     | 004.70（3人）   | 02着 | R3:07.50000000  | -0.0 | 0村本善之 | 58        | シンブラウン           |             |
| 1985.01.20  | 京都   | 日経新春杯      | GII     | 芝2400m（良） | 9     | 1     | 1     | 002.60（1人）   | 06着 | R2:30.40000000  | -1.4 | 0村本善之 | 58        | マサヒコボーイ         |             |
| 0000.03.10  | 阪神   | 鳴尾記念        | GII     | 芝2500m（重） | 10    | 5     | 5     | 004.50（1人）   | 04着 | R2:36.60000000  | -0.9 | 0村本善之 | 59        | ニシノライデン         |             |
| 0000.03.31  | 阪神   | サンケイ大阪杯  | GII     | 芝2000m（良） | 10    | 5     | 5     | 017.00（5人）   | 03着 | R2:01.90000000  | -0.5 | 0村本善之 | 57        | ステートジャガー       |             |
| 0000.04.29  | 京都   | 天皇賞（春）    | GI      | 芝3200m（良） | 15    | 3     | 6     | 065.60（9人）   | 03着 | R3:21.00000000  | -0.6 | 0村本善之 | 58        | シンボリルドルフ       |             |
| 0000.06.02  | 阪神   | 宝塚記念        | GI      | 芝2200m（良） | 11    | 7     | 9     | 005.90（2人）   | 01着 | R2:15.90000000  | -0.0 | 0村本善之 | 57        | （サクラガイセン）     |             |
| 0000.06.23  | 中京   | 高松宮杯        | GII     | 芝2000m（不） | 12    | 5     | 5     | 007.00（3人）   | 06着 | R2:04.50000000  | -1.0 | 0村本善之 | 59        | メジロモンスニー       |             |
| 0000.10.06  | 京都   | 京都大賞典      | GII     | 芝2400m（重） | 8     | 4     | 4     | 004.80（2人）   | 03着 | R2:29.30000000  | -0.4 | 0村本善之 | 58        | ヤマノシラギク         |             |
| 1986.05.18  | 阪神   | エメラルドS     | OP      | 芝1600m（良） | 10    | 7     | 8     | 009.80（4人）   | 03着 | R1:35.9（47.6） | -0.8 | 0村本善之 | 62        | セントシーザー         | 520         |
| 0000.06.01  | 阪神   | 宝塚記念        | GI      | 芝2200m（良） | 17    | 7     | 13    | 010.10（5人）   | 04着 | R2:14.7（47.6） | -0.3 | 0村本善之 | 56        | パーシャンボーイ       | 518         |
| 0000.06.22  | 中京   | 高松宮杯        | GII     | 芝2000m（良） | 18    | 8     | 18    | 005.60（2人）   | 04着 | R2:01.8（37.7） | -0.5 | 0村本善之 | 59        | ラグビーボール         | 516         |
| 0000.09.14  | 阪神   | 朝日チャレンジC | GIII    | 芝2000m（良） | 7     | 5     | 5     | 003.80（2人）   | 06着 | R2:00.9（47.8） | -1.6 | 0河内洋   | 61        | ドウカンヤシマ         | 518         |
| 0000.10.05  | 京都   | 京都大賞典      | GII     | 芝2400m（良） | 7     | 7     | 7     | 001.80（1人）   | 01着 | R2:26.9（48.0） | -0.1 | 0河内洋   | 59        | （チェスナットバレー） | 516         |
| 0000.10.26  | 東京   | 天皇賞（秋）    | GI      | 芝2000m（良） | 16    | 5     | 9     | 024.60（9人）   | 07着 | R1:59.4（46.8） | -1.1 | 0河内洋   | 58        | サクラユタカオー       | 500         |

## 引退後
その後、スズカコバンは4歳から7歳まで4年連続で重賞を勝ち、そのなかにはGIの宝塚記念が含まれていることから、その成長力と実績を買われ種牡馬となる。同時期にミスターシービーやシンボリルドルフ、カツラギエース、ニホンピロウイナーといった名馬がおり、唯一のGI勝鞍の宝塚記念にしても、彼らが出走してこなかったレースでの勝利ということもあり、馬産地での評価は低かった。しかし地方競馬で大活躍する産駒が続出し、結果としてマルゼンスキーのサイアーラインを継承する一頭となる。
後継種牡馬は少ないが、中央競馬に所属してブリーダーズゴールドカップなど重賞4勝のデュークグランプリ、ホッカイドウ競馬で重賞を8勝し、第6回ブリーダーズゴールドカップ2着のササノコバン、同じくホッカイドウ競馬で重賞を5勝したクラキングオーがいる。クラキングオーは故郷の倉見牧場で2006年から自家種牡馬になり、ただ一頭の初年度産駒であるクラキンコ（牝馬、母クラシャトル）が、父母子2代3頭による北海優駿制覇を含む、牝馬初の北海道三冠を達成する。しかし、それから間もない2010年10月に死亡し、クラキンコを含めてわずか3頭しか産駒を残せなかった。ただクラキンコの全弟のクラグオーがホッカイドウ競馬などでオープン戦を勝利し父と同じく倉見牧場での自家種牡馬となった。スズカコバン→クラキングオー→クラグオーの父系はマルゼンスキー系の最後のラインである。クラグオー産駒のクレモナが2021年にのじぎく賞で重賞勝利を果たしている。デュークグランプリとササノコバンはこれといった産駒を出せず種牡馬を引退している。

### 代表産駒

#### 地方競馬
- ササノコバン（道営記念2回、瑞穂賞2回、王冠賞、北海優駿、ステイヤーズカップ、旭岳賞）
- クラキングオー（王冠賞、北海優駿、ステイヤーズカップ連覇、道営記念）
- ナポレオンソロ（織姫賞、足利記念、ゴールデンカップ、ばん阿賞、尊氏賞、オールスターカップ）
- サリュウスキー（サラブレッドチャレンジカップ、北國王冠、サラブレッド大賞典、白山大賞典、JTB賞、中日杯）
- ヘイワンリーフ（関東オークス、東京プリンセス賞）
- モリユウコバン（OROカップ、ウイナーカップ）

ほか、重賞勝ち馬多数

#### 中央競馬
- デュークグランプリ（ブリーダーズゴールドカップ、武蔵野ステークス、東海菊花賞、ダイオライト記念）
- ヤマヒサエオリア（スイートピーステークス）

## 特徴など
マルゼンスキー産駒の傾向である、脚部不安に悩まされる、中・長距離に強い、馬体が大型化傾向にある、という特徴をわかりやすく受け継いでいた馬であった。しかし、ほかのマルゼンスキー産駒の活躍馬が、現役時代の華々しい活躍の割には種牡馬時代には目立った成績が残せなかったのに対して、本馬は地方競馬で活躍馬をコンスタントに輩出し続けた。種牡馬としての評価が低いことが災いして産駒の多くが地方競馬に流れたことや、平坦小回りで直線距離が中央競馬のそれに比べて短い地方競馬の馬場に合っていたことなどが要因として挙げられている。

## 血統表
| スズカコバンの血統（ニジンスキー系 / Nearco5× (5・5×5) =12.50%、War Admiral5×5=6.25%、Menow5×5=6.25%〈父内〉） | スズカコバンの血統（ニジンスキー系 / Nearco5× (5・5×5) =12.50%、War Admiral5×5=6.25%、Menow5×5=6.25%〈父内〉） | スズカコバンの血統（ニジンスキー系 / Nearco5× (5・5×5) =12.50%、War Admiral5×5=6.25%、Menow5×5=6.25%〈父内〉） | （血統表の出典）              | （血統表の出典） |
| 父 マルゼンスキー 1974 鹿毛                                                                                    | 父の父Nijinsky II 1967 鹿毛                                                                                    | Northern Dancer                                                                                                | Nearctic                      | Nearctic         |
| 父 マルゼンスキー 1974 鹿毛                                                                                    | 父の父Nijinsky II 1967 鹿毛                                                                                    | Northern Dancer                                                                                                | Natalma                       |                  |
| 父 マルゼンスキー 1974 鹿毛                                                                                    | 父の父Nijinsky II 1967 鹿毛                                                                                    | Flaming Page                                                                                                   | Bull Page                     | Bull Page        |
| 父 マルゼンスキー 1974 鹿毛                                                                                    | 父の父Nijinsky II 1967 鹿毛                                                                                    | Flaming Page                                                                                                   | Flaring Top                   |                  |
| 父 マルゼンスキー 1974 鹿毛                                                                                    | 父の母*シル Shill 1970 鹿毛                                                                                    | Buckpasser | Tom Fool                      | Tom Fool         |
| 父 マルゼンスキー 1974 鹿毛                                                                                    | 父の母*シル Shill 1970 鹿毛                                                                                    | Buckpasser | Busanda                       |                  |
| 父 マルゼンスキー 1974 鹿毛                                                                                    | 父の母*シル Shill 1970 鹿毛                                                                                    | Quill | Princequillo                  | Princequillo     |
| 父 マルゼンスキー 1974 鹿毛                                                                                    | 父の母*シル Shill 1970 鹿毛                                                                                    | Quill | Quick Touch                   |                  |
| 母 サリュウコバン 1974 鹿毛                                                                                    | 母の父*ネヴァービート Never Beat 1960 栃栗毛                                                                   | Never Say Die                                                                                                  | Nasrullah                     | Nasrullah        |
| 母 サリュウコバン 1974 鹿毛                                                                                    | 母の父*ネヴァービート Never Beat 1960 栃栗毛                                                                   | Never Say Die                                                                                                  | Singing Grass                 |                  |
| 母 サリュウコバン 1974 鹿毛                                                                                    | 母の父*ネヴァービート Never Beat 1960 栃栗毛                                                                   | Bride Elect | Big Game                      | Big Game         |
| 母 サリュウコバン 1974 鹿毛                                                                                    | 母の父*ネヴァービート Never Beat 1960 栃栗毛                                                                   | Bride Elect | Netherton Maid                |                  |
| 母 サリュウコバン 1974 鹿毛                                                                                    | 母の母モンテホープ 1960 鹿毛                                                                                   | *ライジングフレーム Rising Flame                                                                               | The Phoenix                   | The Phoenix      |
| 母 サリュウコバン 1974 鹿毛                                                                                    | 母の母モンテホープ 1960 鹿毛                                                                                   | *ライジングフレーム Rising Flame                                                                               | Admirable                     |                  |
| 母 サリュウコバン 1974 鹿毛                                                                                    | 母の母モンテホープ 1960 鹿毛                                                                                   | トサモアー | トサミドリ                    | トサミドリ       |
| 母 サリュウコバン 1974 鹿毛                                                                                    | 母の母モンテホープ 1960 鹿毛                                                                                   | トサモアー | 第三スターリングモア F-No.3-l |                  |